# Entelecara tanikawai
Entelecara tanikawai är en spindelart som beskrevs av Tazoe 1993. Entelecara tanikawai ingår i släktet Entelecara och familjen täckvävarspindlar. Inga underarter finns listade i Catalogue of Life.